# 2010年中国大陆
| 中国历史 / 中国历史年表 |
| 世紀： 20世纪中国 / 21世纪中国 / 22世纪中国 |
| 年代： 1980年代中国大陆 / 1990年代中国大陆 / 2000年代中国大陆 / 2010年代中国大陆 / 2020年代中国大陆 / 2030年代中国大陆 / 2040年代中国大陆                     |
| 年份： 2006年中国大陆 / 2007年中国大陆 / 2008年中国大陆 / 2009年中国大陆 / 2010年中国大陆 / 2011年中国大陆 / 2012年中国大陆 / 2013年中国大陆 / 2014年中国大陆 |
| 纪年： 庚寅年（虎年）、中华人民共和国成立61周年 |

## 领导人
- 中共中央总书记：胡锦涛
- 国家主席：胡锦涛
- 国务院总理：温家宝
- 全国人大常委会委员长：吴邦国
- 全国政协主席：贾庆林

## 大事记

### 1月
- 1月1日，由中国和东盟10个成员国组成的中国―东盟自由贸易区正式启动，涵盖19亿人口，成为全球人口最多的自由贸易区。中国新闻网（页面存档备份，存于）
- 1月1日，中华人民共和国担任2010年1月联合国安理会轮值主席。
- 1月3日，昆明长水国际机场配套引桥工程垮塌，轻伤26人，重伤8人，死亡7人[1]。
- 1月4日，河北武安一钢铁公司煤气管道工程发生特大煤气泄漏事故，造成21人遇难，9人受伤。
- 1月5日，中國華北地區遭受大雪侵襲，首都北京錄得攝氏零下15.6度的二十年低溫。山東低至零下16度，而內蒙古更低至零下48度。亞洲電視
- 1月5日，中國湖南省湘潭县谭家山镇立胜煤矿发生一起井下电缆起火事故，造成25名矿工遇难。新华网 Archive.today的存檔，存档日期2013-04-28
- 1月7日，中国铁道部宣布，中国高速铁路运营总里程跃居世界第一位（人民日报2010年10大国内新闻）。
- 1月11日，中国科学院两名院士，数学家谷超豪和航天专家孙家栋获得2009年度中华人民共和国国家最高科学技术奖。新华网（页面存档备份，存于）
- 1月11日，中國當日宣佈在境內成功進行了一次陸基中段反導彈攔截技術試驗。新華社（页面存档备份，存于）
- 1月12日，西藏自治区九届人大三次会议议程公布，其中包括表决自治区人大常委会主任列确和自治区主席向巴平措的辞职请求。中新網（页面存档备份，存于）
- 1月12日，中國搜尋網站百度懷疑被來自伊朗的黑客襲擊，引起中國網民攻擊伊朗網站報復。參見：2010年百度域名被劫持事件。衛報（页面存档备份，存于）
- 1月12日，Google发表声明，称未来几周将与中国政府讨论不对内容进行审查。这个决定可能导致谷歌中国关闭。（页面存档备份，存于）
- 1月17日，第二代北斗卫星导航系统的第三颗导航卫星在四川西昌卫星发射中心由长征三号丙运载火箭搭载升空。新华网（页面存档备份，存于）
- 1月21日，中國國家統計局發佈2009年国内生产总值33.5353萬億元人民幣，經濟增長達8.7%，成功完成「保八」目標。新華網（页面存档备份，存于）

### 2月
- 2月9日，四川维权人士谭作人被成都市中级人民法院以煽动颠覆国家政权罪，判处有期徒刑5年，剥夺政治权利3年。维权网
- 2月10日，中国国家足球队在东京举行的东亚足球锦标赛中以3：0的比分战胜韩国国家足球队，结束对韩国队32年不胜历史。 腾讯体育（页面存档备份，存于）
- 2月11日，国际奥委会在加拿大温哥华举行2014年夏季青年奥林匹克运动会举办权的投票，中國南京47票對42票擊敗波蘭波茲南获得举办权。國際奧委會（页面存档备份，存于）
- 2月12日，中国维权人士冯正虎在流落日本成田机场三个月后，终于飞抵上海机场，并获准入境。BBC中文网（页面存档备份，存于）
- 2月18日，美國總統巴拉克·奧巴馬在中國反對下在白宮地圖室會見西藏流亡精神領袖第十四世達賴喇嘛。半島電視台（页面存档备份，存于）
- 2月26日，中华人民共和国十一届全国人大常委会第十三次会议表决通过了《中华人民共和国国防动员法》，国家主席胡锦涛签署主席令予以公布，这部法自2010年7月1日起施行。新华网（页面存档备份，存于）
- 2月27日，国际体操联合会就两名中国体操运动员董方霄和杨云年龄造假的问题进行调查后，决定取消董方霄悉尼奥运会的所有成绩。腾讯（页面存档备份，存于）
- 2月28日，中國西南地區大旱，自廣西梧州起有900艘船隻因西江水位太低無法航行而滯留。中國日報（页面存档备份，存于）

### 3月
- 3月1日，16时30分左右，内蒙古自治区乌海市海勃湾区骆驼山煤矿发生透水事故，共造成32人死亡、7人受伤（正北方网）。
- 3月3日，中国人民政治协商会议第十一届全国委员会第三次会议在人民大会堂开幕。新华网（页面存档备份，存于）
- 3月5日，中华人民共和国第十一届全国人民代表大会第三次会议在北京人民大会堂开幕。新华网（页面存档备份，存于）
- 3月13日，中国人民政治协商会议第十一届全国委员会第三次会议在人民大会堂闭幕。新华网（页面存档备份，存于）
- 3月14日，第十一届全国人民代表大会第三次会议表决通过关于修改《选举法》的决定，农村和城市每1名“人大代表”所代表的人口数比例调整至1比1（人民日报2010年10大国内新闻）。新华网（页面存档备份，存于）
- 3月17日，根據以瑞士日內瓦為基地的國際機場協會的資料，北京首都國際機場去年的旅客流量超越了芝加哥奧黑爾國際機場，名列全球第三。商業周刊（页面存档备份，存于）
- 3月18日，天津4名90后小青年殴打小偷致死。
- 3月21日，起源于蒙古国的沙塵暴自19日起陆续侵袭中国大陆、韩国、日本、台湾、香港等国家和地区。人民网（页面存档备份，存于）中国网（页面存档备份，存于）环球网（页面存档备份，存于）中国新闻网（页面存档备份，存于）
- 3月23日，谷歌公司宣布停止对谷歌中国搜索服务的内容审查，并将搜索服务由中国大陆转至香港。BBC中文网（页面存档备份，存于）新华网（页面存档备份，存于）
- 3月28日，中国吉利集团在瑞典哥德堡与美国福特汽车公司签署最终股权收购协议，获得沃尔沃汽车公司的全部股权及相关资产。新华网（页面存档备份，存于）
- 3月28日，13时40分左右，山西省乌海市（乡宁县和河津市境）王家岭煤矿发生透水事故，共造成38人遇难、115人获救（凤凰网（页面存档备份，存于））。
- 3月29日，中国上海市第一中级人民法院对力拓案作出一审判决，以非国家工作人员受贿罪、侵犯商业秘密罪判处力拓集团雇员胡士泰等四人7至14年有期徒刑。新华网（页面存档备份，存于）

### 4月
- 4月5日，中国山西王家岭煤矿因3月28日发生透水事故而被困井下长达8天的115名矿工被解救出井。新华网（页面存档备份，存于）
- 4月14日，中国青海省玉树藏族自治州玉树县发生里氏7.1级地震，造成至少300人死亡、8000人受傷。中国新闻网（页面存档备份，存于）
- 4月14日，中国重庆市第五中级人民法院对文强案作出一审判决，以受贿罪，包庇、纵容黑社会性质组织罪，巨额财产来源不明罪，强奸罪判处原重庆市司法局局长文强死刑。新华网（页面存档备份，存于）
- 4月15日，巴西总统卢拉、中国国家主席胡锦涛、俄罗斯总统梅德韦杰夫、印度总理辛格出席在巴西首都巴西利亚举行的金磚四國领导人第二次正式会晤。新华网（页面存档备份，存于）
- 4月16日，福州马尾区法院以诽谤罪判处诬告陷害案中的范燕琼有期徒刑两年，吴华英、游精佑有期徒刑一年。新京报（页面存档备份，存于）
- 4月26日，连接中国福建省福州市和厦门市的高速铁路福厦铁路正式开通运营。新华网（页面存档备份，存于）
- 4月30日，中国2010年上海世界博览会开幕式在上海世博文化中心举行。新华网（页面存档备份，存于）

### 5月
- 5月1日，上海舉行中國2010年上海世界博覽會。主題為「城市，讓生活更美好」，參與國192個國家。
- 5月4日，中國外交部發言人姜瑜拒絕證實北韓國防委員會委員長金正日訪華的消息，並強調朝鮮半島無核化的主張。中央社[]
- 5月16日，在马来西亚吉隆坡举行的2010年汤姆斯杯和尤伯杯羽毛球赛中，中国男队获得汤姆斯杯冠军。新华网（页面存档备份，存于）
- 5月21日，達賴喇嘛在紐約通過Twitter平台，回答了中國網民通過投票提出的九個問題。BBC（页面存档备份，存于）
- 5月24日，第二轮中美战略与经济对话在北京人民大会堂开幕。中国国家主席胡锦涛特别代表国务院副总理王岐山和国务委员戴秉国与美国总统奥巴马特别代表国务卿希拉里·克林顿和财政部长蒂莫西·盖特纳共同主持对话。新华网（页面存档备份，存于）
- 5月26日，台灣鴻海集團董事長郭台銘當日抵達深圳富士康龍華廠房，就年內十一宗自殺案探視。但當晚即出現第十二宗墜樓事件。聯合報
- 5月30日，中国男队在俄罗斯莫斯科举行的第50届世界乒乓球锦标赛团体赛中获得男子团体冠军，新加坡女队获得女子团体冠军。新华网（页面存档备份，存于）新华网（页面存档备份，存于）

### 6月
- 6月2日，中国第二代北斗卫星导航系统第四颗卫星在西昌卫星发射中心由长征三号丙运载火箭搭载升空。北斗卫星导航系统网站
- 6月3日，来自俄罗斯、法国、意大利和中国的六名志愿者开始为期520天的火星模拟飞行隔离生活。BBC中文网（页面存档备份，存于）
- 6月11日，上海合作组织成员国元首理事会第十次会议在乌兹别克斯坦首都塔什干举行。会议发表了《上海合作组织成员国元首理事会第十次会议宣言》和《上海合作组织成员国元首理事会第十次会议成果新闻稿》。新华网
- 6月15日，中國派出兩架中國南方航空公司客機接載在吉爾吉斯南部種族衝突受影響的中國公民。人民網（页面存档备份，存于）
- 6月21日，中國南方水災：江西抚河唱凯堤发生决堤。新华网（页面存档备份，存于）
- 6月24日，中國藏族收藏家、環保人士如凯·嘎玛桑珠被新疆焉耆县人民法院以“盗掘古墓罪”，判处有期徒刑15年，剥夺政治权利5年，并处罚金一萬 元。BBC（页面存档备份，存于）
- 6月26日，车牌为宁E13195中型客车，乘载42人（核载19人），行至海原县境内202省道162公里加700米处，驶出公路，坠入距路面11米的山沟中，造成11人死亡、31人受伤。
- 6月28日，江西唱凯溃堤被堵；贵州关岭县发生山体滑坡，50余户、150多人或被埋。腾讯（页面存档备份，存于） 新华 BBC[] BBC World Service Radio
- 6月29日，贵州关岭山体滑坡确认107人被埋，生还希望渺茫。两公里内禁止进入，救援人员撤离至五公里外的区域待命。  BBC[]《广州日报》（页面存档备份，存于） 中国之声《央广新闻》（页面存档备份，存于）

1. ↑  . 2010年1月3日  [2011-08-09]. （原始内容存档于2010-11-30）.

- 6月29日，海協會主席陳雲林和海基會董事長江丙坤在重慶，簽署《兩岸經濟合作架構協議》（ECFA）等兩項協議。自由時報[]
- 6月29日，深圳市东部华侨城游乐项目发生事故6人遇难10人伤。新民网称一香港工程师曾预警其隐患但无人搭理，并形容事故场景为：“变形扭曲的飞行舱悬在半空，玻璃、碎片和机油撒落一地，断指、残肢、尸块混杂其间。 ”南方日报、新华社（页面存档备份，存于） 南方都市报、新华社（页面存档备份，存于）新民网

### 7月
- 7月1日，连接上海与江苏南京的沪宁高速铁路通车。21世纪经济报道（页面存档备份，存于）
- 7月1日，温家宝在湖南省长沙市宁乡县考察防汛抗洪工作，临时停车与百姓交谈。一农民向其汇报当地出现“天坑”（地面塌陷），并为总理带路，后被隔开。晚上12点，有吏夜敲门，该农民因害怕被抓，出逃3日不敢回家。新京报
- 7月2日，19名遭劫中国船员目前安全，索马里海盗索赎金。 中新网（页面存档备份，存于）
- 7月2日，武汉市青山区园林局拆除石像时发生事故，“界碑”砸中公交车8人受伤，1人重伤。荆楚网（页面存档备份，存于）
- 7月2日，美军称解放军在东海演习运用海量导弹围攻航空母舰。《环球时报》（《人民日报》主办）（页面存档备份，存于）
- 7月2日，中国国家统计局称2009年中华人民共和国GDP为340507亿元人民币，增速为9.1%，比初步核算数提高了0.4个百分点。新华网（页面存档备份，存于）
- 7月2日，中国广西壮族自治区资源县中峰乡车田湾村一78岁老人因阻止工程施工被挖掘机碾死。广西新闻网（页面存档备份，存于） 新华网（页面存档备份，存于） 凤凰网首页图集（页面存档备份，存于） 南方周末（9日）
- 7月3日，咸阳市政协承认部分受捐赠的122件中華民國監察院第一任院长于右任书法作品被官员私藏，并称捐赠人——原中华民国监察院卫兵之子卓登也曾领走10件（卓登对此再次否认）。发布会拒绝回答记者对一些细节的提问。捐赠人也未获参加发布会的通知，和律师赶到现场，也被当地官员要求“配合政协的工作、离开会场”。中国广播网（页面存档备份，存于） 《新京报》（页面存档备份，存于） 《华商报》（页面存档备份，存于）
- 7月4日23时，中国无锡一公司柴油班车起火，导致24死19人伤。无锡市政府启动应急救援预案，在蠡湖风景区的五星级豪华酒店湖滨饭店成立了伤员救治组、事故处理组、善后工作组，开展应对工作。中新网 《21世纪经济报道》
- 7月5日，官媒称中国国家药监局原副局长张敬礼因指示秘书上网发帖隐秘指责高层“任人唯亲” 而被查。光明网、人民网、新华网（页面存档备份，存于）
- 7月5日，廣州市政協提案委副主任纪可光正式向广州市人民政府提交《關於進一步加強亞運會軟環境建設的建議》，當中最受爭議事項是將主要使用粵語的廣州電視台綜合頻道或新聞頻道改為主要使用普通話廣播，或是在兩者的主時段使用普通話廣播 南方都市报。隨即引起廣州市各界的強烈反對及批評 南方都市報。事件最終觸長達2個月的「撐粵語行動」。
- 7月6日，北京、天津、广西柳州发生公交车起火事故，无人员伤亡报告。
  - 北京：中新网（页面存档备份，存于） CFP视觉（页面存档备份，存于）
  - 天津：人民网
  - 广西柳州：中国广播网
- 7月6日，福建省会福州一民房傍晚倒塌，数十人被埋。已救出11人，1人不治生亡。一记者在现场维持秩序的警察眼皮底下，被不明人士殴打，采访设备被抢走。15分钟后，记者领回了全部照片被删除的相机。东快网
- 7月6日，北京市第一中级人民法院以“窃取国家机密罪”判处美籍华裔地质学家薛峰8年徒刑。 2007年，薛峰因参与向美国能源公司IHS出售中国石油行业商业数据库被国家安全局以 “窃取国家机密”为由逮捕，美国政府曾为此多次施压无果。解放网（页面存档备份，存于）
- 7月6日，位于长沙市，建于清朝的太清宫因火灾化为灰烬，曾为“大德昌”负责人之一、太平洋百货庄老板林寿樊的公馆。着火的朝阳巷是民国时期风云一时的“大德昌”百货号的发祥地。《潇湘晨报》（页面存档备份，存于）
- 7月6日，微软中国前总裁唐骏首度回应方舟子对其学位、专利等造假的质疑。《广州日报》（页面存档备份，存于）
- 7月6日，深圳东部华侨城游乐场事故中多名死者家属前往东部华侨城讨要说法被警方拘留。据称，这些家属被拘“主要原因不是闹事，而是堵（东大门）路”。此外，数名参与操作“太空迷航”项目的员工被刑事拘留。新民网曾形容事故场景为：“变形扭曲的飞行舱悬在半空，玻璃、碎片和机油撒落一地，断指、残肢、尸块混杂其间。 ” 羊城晚报 新民网
- 7月7日，在（中共）四川省省委统一部署下，四川省全面推广5首“抗震救灾歌曲”，以“弘扬抗震救灾精神和四川人民对援建的感恩之情”。四川所有手机、固定电话、大灵通和小灵通用户无论下载与否，彩铃和炫铃音均将被更换为指定的抗震救灾歌曲。四川在线（页面存档备份，存于）
- 7月7日，杭州萧山机场上空出现不明飞行物，机场被迫关闭，有关部门介入调查。
- 7月8日，河南省平顶山市市委称目前已发现平顶山煤矿地面建筑爆炸造成4人遇难34人伤。新华网（页面存档备份，存于）
- 7月8日，中国再查获三聚氰胺严重超标奶粉。警方称，在青海省一家乳制品厂，检测出奶粉三聚氰胺超标达500余倍，而原料来自河北等地。新华网（页面存档备份，存于） 路透中文网（页面存档备份，存于）
- 7月9日，四川省委宣传部回应统一全省所有手机、电话彩铃（炫铃）一事，称要有感恩的心，“无须社会发杂音”，表示彩铃被可以换回，但没有提及换回服务商是否收费。对于《中华人民共和国消费者权益保护法》第四条及第九条规定的消费者权益，有关部门均不解释。新民网（页面存档备份，存于）
- 7月9日，中国中央电视台报道，江苏省镇江市13座宋元时期大型粮仓遗址被开发商毁掉以建设商品房。该粮仓遗址曾入围“2009年度全国十大考古”。央视网（页面存档备份，存于）广州日报（页面存档备份，存于）
- 7月10日，中国吉林省长春市机械电子技术学校遭到大约150名持械者打砸，还有铲车、钩车参与。全面瘫痪的校园里玻璃遍地，所有建筑的一层门窗、围栏全毁。有目击者称，前来拆学校的混混由警察指挥。中国青年报（页面存档备份，存于）
- 7月11日，中国重庆市受本次强降雨和洪水影响，已致170万人受灾，14人死亡。新华网
- 7月12日，连日暴雨造成中国湖北省因灾死亡21人，直接经济损失47.4亿元。东方网
- 7月12日，中国安徽省大沙河堤出现严重崩塌险情，决口最大达160米。本次暴雨造成全省因灾死亡2人。市场星报（页面存档备份，存于）
- 7月13日，中国云南省巧家县洪涝灾害已造成19人死亡、26人失踪，40多人受伤。腾讯（页面存档备份，存于）
- 7月13日，中国最大黄金生产企业再曝污染，已瞒报9天。目前这一事故已导致当地棉花滩库区死鱼和鱼中毒约达378万斤。唐骏任CEO的新华都集团为紫金矿业第二大机构股东。中国广播网
  - 紫金矿业高管回应：为维稳（维护社会稳定）而选择瞒报污染事故。中国青年报（页面存档备份，存于）
  - 不少当地的养殖户对《时代周报》表示汀江水被严重污染发生的时间还要早一些。自6月5日起特别6月21日-24日之间，不少养殖户的鱼箱内即出现了大量死鱼现象。意味着紫金矿业的瞒报，可能长达38天。时代周报
- 7月13日，微软中国前总裁唐骏在沉默一周后接受采访时声称能骗到所有人就是成功。新京报
- 7月13日，中国安徽省池州市贵池区突发山洪，5万余人受困。新华网（页面存档备份，存于）
- 7月13日，中国四川省叙永县发生山体滑坡致6人死亡；湖南省花垣县山体滑坡致6人死亡。中国新闻网 潇湘晨报滚动新闻
- 7月13日，绿坝·花季护航北京项目组因缺乏经费遭遣散，网站更新、软件下载和客服支持等停滞。京华时报（页面存档备份，存于） 中国之声（页面存档备份，存于）硅谷动力
- 7月14日，中国四川省内江市发生一起预防性服药导致群体中毒事件，四川省内江市第一人民医已为此收治133名患者，其中1名儿童死亡。新华网（页面存档备份，存于）
- 7月14日，中国北京地铁施工事故导致2人死亡8人受伤。中国雅虎
- 7月14日，中国湖北省仙桃市郭河镇百胜村四组发生一起房屋地陷事故，3间瓦房和一水塘消失，一人失踪。汉网-武汉晨报（页面存档备份，存于）
- 7月15日，中国互联网络信息中心发布第26次中国互联网络发展状况统计报告，称中国网民规模升至4.2亿；中国网站数下降13.7%，下降比例高于全球平均水平。中新网 中新网
- 7月15日，中国四川省乐山市犍为县累计发生45次地震，其中有感地震10次，最大为里氏3.9级地震。地震导致106间农房倒塌，受损1836间。腾讯（页面存档备份，存于）腾讯（页面存档备份，存于）
- 7月15日，中国陕西省国土厅败诉后藐视法院判决，引发群体性械斗，械斗造成87人受伤。经济参考报等（页面存档备份，存于）
- 7月16日，中国辽宁省大连市新港的输油管线发生爆炸，造成50平方公里海面污染。新华网（页面存档备份，存于）腾讯（页面存档备份，存于）
- 7月17日，台风康森在中国海南省三亚市亚龙湾登陆，造成至少2人死亡。新华网（页面存档备份，存于）
- 7月17日，中国陕西省韩城市桑树平镇小南沟煤矿发生矿难，造成28名矿工遇难。新华网（页面存档备份，存于）
- 7月17日，中国河南省汝州市蟒川乡新岭煤矿发生矿难，造成8人死亡。中新网中新网
- 7月17日，中国科学院力学研究所试验基地的实验室、库房，和看守人员房间遭强拆，不少实验设备被毁坏，在此看守的退休职工、实验助理的私人物品也被埋在废墟里。新京报
- 7月17日，两周前因污水渗漏引发重大环境事件的紫金矿业公司，再次发生渗漏事故，所幸在8个多小时后被基本堵截。中国青年报（页面存档备份，存于）
- 7月18日，一辆从中国四川省阿坝藏族羌族自治州马尔康县出发的长途客车，在途经甘孜藏族自治州丹巴县境内时不幸坠入山崖，至少导致23人死亡。新华网
- 7月18日，中国湖南省郴州市北湖区鲁塘镇一煤矿地面发生爆炸，造成至少2人死亡。新华网（页面存档备份，存于）
- 7月18日，中国辽宁省大连市输油管爆炸污染海域面积扩至近百平方公里。海面浮油最厚达1米。中国之声（页面存档备份，存于）新京报（19日）
- 7月18日，中国甘肃省酒泉市金塔县一煤矿发生一起透水事故，已寻获2名被困井下人员的遗体，其余的11人仍生死不明。新华网（页面存档备份，存于）
- 7月18日，中华民国司法院长赖英照因法官涉贪向总统马英九辞职。中新网
- 7月18日，《人民日报》称内蒙古草原沙漠化严重，呼伦贝尔七大河流已经全部断流。人民日报*一辆从中国四川省阿坝藏族羌族自治州马尔康县出发的长途客车，在途经甘孜藏族自治州丹巴县境内时不幸坠入山崖，至少导致23人死亡。新华网
- 7月18日，中国辽宁省大连市输油管爆炸污染海域面积扩至近百平方公里。海面浮油最厚达1米。中国之声（页面存档备份，存于）新京报（19日）
- 7月18日，中国陕西省岚皋县境内因持续强降雨引发多起山体滑坡及泥石流灾害。已知其中一起为四季乡木竹村的山体滑坡，致使9户房屋被掩埋，20人失踪（目前已发现3人遇难，其余失踪人员生还希望渺茫。），具体受灾情况尚在统计中。新华网 新华网（20时）
- 7月18日，中国陕西省安康市本次强降雨已经造成8人死亡，57人失踪，失踪者生还希望渺茫。华商报（页面存档备份，存于）
- 7月18日，中国四川省广安市老城区将全面被淹。中广网
- 7月18日，中国四川省省政府应急管理办公室称15日8时以来的强降雨已经造成30人死亡，32人失踪，直接经济损失近83亿元人民币。18日晚到19日白天主雨区仍有小到中雨。中新社
- 7月18日，中国广东省广州市单双号限行令生效，警方9小时罚款逾一百万元人民币。被罚者多为外地车主。广州日报
- 7月19日，截至20时，中国陕西省南部14日以来的强降雨造成的水灾，已使23个县（区）、331个乡镇、133.96万人受灾，4座县城进水，失踪及死人数上升到69人。新华网
- 7月19日，中国湖北省一厅级官员妻子在湖北省委门前遭6名便衣警察围殴16分钟。公安回应称打错了，表示不知道被打者是“这么大一个领导的夫人”。正义网
- 7月19日，中国安徽省防汛抗旱指挥部称安徽省这次入汛以来的洪水毁水利工程1.29万处。新华网
- 7月20日，著名水利专家、中国工程院院士沈国舫日前表示，水土流失是中国洪涝灾害频发的元凶，水土流失导致江河湖库淤积，加剧洪涝灾害，对防洪安全构成巨大威胁。人民日报
- 7月20日7时，中国陕西省南部这次水灾已致37人死亡97人失踪。新华网
- 7月20日，中国辽宁省大连市消防队员张良清理输油管道爆炸产生的油污时因不幸被海浪吞没而生亡。新华网（页面存档备份，存于）
- 7月20日，中国官媒《环球时报》称Google和Facebook遭到多国封杀，各国纷纷修改法律加强网络监管。环球时报（页面存档备份，存于）
- 7月20日，中国广电总局发文规定证券类节目不得对具体证券格涨跌，或者市场走势做出确定性判断。新华社（页面存档备份，存于）
- 7月20日，中国大陆媒体刊发《长江水利委：不能把希望都寄托在三峡大坝上》的文章。文章内容来源于中国中央电视台7月19日的《新闻1+1》节目。节目中转述长江水利委主任蔡其华的观点，称“不能把[长江防洪的]全部的希望都寄托到三峡大坝上”，引发三峡大坝防洪能力报导争议。
- 7月21日，中国十余省份在近日公布2010年上半年地方GDP增速，所有已经公布的省市GDP增速均超11.1%的全国平均值，最高者达18%。华龙网
- 7月21日，中国湖南省长沙市一辆从黄花国际机场驶出的大巴遭人纵火，造成至少2人死亡，10人受伤。网易新华网
- 7月21日，流行男性杂志《GQ》七月刊因一篇文章《开超级跑车的中国孩子》被召回，文章描述了中国“富二代”的生活以及北京独一无二的“超级跑车俱乐部”。凤凰网汽车（页面存档备份，存于）
- 7月22日，中国江苏省苏州市因动迁户拆迁补偿问题致千人聚集，4名“外来闲散人员”因“煽动闹事”被以“寻衅滋事罪”刑拘。正义网
- 7月22日，中国广西省柳州市一满载柴油的火车发生脱轨事故，5节脱轨侧翻。幸无人员伤亡或漏油。CFP（页面存档备份，存于）
- 7月22日12时，中国陕西省南部洪灾因灾死亡人数已经升至73人，失踪达121人。伤亡情况已经超过当地汶川地震。华商报
- 7月22日，中国陕西省安康市东关村遭泥石流突袭，194人死亡失踪。网易图片（页面存档备份，存于）
- 7月23日，中国国家安全监管总局和公安部通报称初步查明中国大连输油管道爆炸系中石油下属公司造成的。中新网（页面存档备份，存于）
- 7月23日，中国科学院力学研究所发表声明，沉痛和愤怒地正式宣告，中国第一个火箭研究与试验基地——钱学森亲自选址和创建的怀柔基地，因再次遭强拆而毁，实验室被夷为平地。宣告称，众多历史性文物、国家973项目试验装备、国防重大科研任务的仪器装置和备件等被当成“垃圾”清除，一批国家级重大科研任务被迫停滞。值守该试验基地的工作人员深受刺激，已入院治疗。中国科学院力学研究所（页面存档备份，存于）
- 7月23日，中国维族知识分子海莱提·尼亚孜（Gheyret Niyaz）被乌鲁木齐法院以危害国家安全罪，判处有期徒刑15年。路透社（页面存档备份，存于）
- 7月24日，中国河南省栾川县潭头镇汤营伊河大桥发生整体垮塌事故，造成至少50人死亡。大河报、中央电视台 新京报 中新社 BBC（页面存档备份，存于）
- 7月24日，中国贵州省遵义一农户家地面喷血，专家称是自然现象。
- 7月25日，中国卫生部首次承认碘摄入过量危害健康，称安徽等5省区食盐碘过量，拟降低食盐碘含量。新文化报
- 7月26日，中国四川省雅安市汉源县万工乡双合村一组万工集镇后背山因持续暴雨又暴晴发生山体滑坡，截至27日16时30分，有92户房屋受损、20人失踪。新华社（页面存档备份，存于） BBC（页面存档备份，存于）
- 7月27日，中国《经济观察报》记者仇子明因报道上市公司凯恩公司关联交易内幕，遭到该公司所在地警方网上通缉。报社高层称报道证据扎实，在报纸拒绝该公司危机公关后不久，记者便遭到全国通缉。南方网 腾讯今日话题（页面存档备份，存于）
- 7月27日，中国浙江省杭州市某公司的财务总监瓮安余因在BBS上转发《经济观察报》仇子明的稿件被通缉记者的警方带走。新京报
- 7月28日，中国江苏省南京市栖霞区一家已停产的塑料化工厂发生可燃气体爆炸事件，全城有震感，造成至少12人死亡，300多人受伤。网易（页面存档备份，存于） 广东电视台（页面存档备份，存于）
- 7月28日，中国北京市昌平区100个村庄也将封闭管理，建围墙设岗亭。此前大兴区此举被指为“封村”。新京报 腾讯今日话题（页面存档备份，存于）
- 7月28日，中国吉林省吉林市永吉县的一化工厂三千只化工原料桶和四千只空桶流入松花江，有化工原料桶被拍到在江面上发生爆炸。新华网騰訊網（页面存档备份，存于）凤凰卫视（页面存档备份，存于）
- 7月28日，中国铁道部总经济师余邦利介绍，6000公里的高铁需要投资超过8000亿元人民币，计算结果显示中国每公里高铁建设需要约1.3亿元人民币。京华时报
- 7月28日，中国广东省广州市官方否认“推普废粤”，表示公安机关将严惩造谣者，目前警方已经行政拘留1人。中国新闻网
- 7月28日，第八届中德人权对话在柏林开始举行，主题为死刑和人权问题。德国之声（页面存档备份，存于）
- 7月28日，中国《国家中长期教育改革和发展规划纲要（2010－2020年）》公布，提出在2020年普及高中教育以及学前一年教育。京华时报
- 7月28日，中国广东省东莞市闹市出现中度毒性的含氯有机气体泄漏，有倾倒痕迹。广州日报
- 7月30日，中国湖南省长沙市芙蓉区国税局东屯渡税务分局遭人为制造爆炸，已致4死19伤。湖南红网
- 7月30日，中国《华夏时报》华南新闻中心女记者陈小瑛遭受重殴，疑为上市公司打击报复。凤凰网财经（页面存档备份，存于）
- 7月31日，中国山西省临汾市翼城县一个煤矿地面发生炸药爆炸，10余间职工宿舍被毁，17人死亡，104受伤，其中至少7人重伤。或有前来探亲的儿童被殃及。中新网 新华网
- 7月31日，中国男子许霆，曾因自动取款机故障而取出超过账户余额的17.5万元人民币而被判处无期徒刑，今天获得假释。许霆表示，“感谢监狱，感谢法院”。广州日报
- 7月31日，中国福建省莆田市境内的莆永高速公路一工地发生爆炸，造成4人死亡。中新网
- 7月31日，中国湖北省“打错门”（负责湖北省委的信访专班便衣警察将厅级官员夫人当成信访人员，6人将其错打16分钟）公安局政委被免职，局长被令书面检讨。新华网 南方都市报
- 7月31日，中国黑龙江省鸡西市恒鑫源煤矿发生一起透水事故，24人被困井下。东北网（页面存档备份，存于）
- 7月31日，中国登封“天地之中”历史建筑群在巴西利亚举行的第34届世界遗产大会上，经联合国教科文组织世界遗产委员会批准，被正式列入《世界遗产名录》。馬紹爾群島的比基尼環礁亦成為該國第一個世界遺產。新华网（页面存档备份，存于）

### 8月
- 8月1日，中國在西昌衛星發射中心用長征三號甲運載火箭，將北斗導航衛星成功送入太空預定軌道。新浪[永久]
- 8月1日，中国广东省广州市部分民众于下午2时起先后在人民公园和北京路等地召开集会以“保护粤语”。当地警方将抗議人员带离现场审查处理。广州日报（页面存档备份，存于）
- 8月1日，河北元氏县发生铲车冲撞事件，造成11人死亡。
- 8月1日，《东方早报》称中国山东省济南市昨日到今天的酷热造成至少21人死亡，热死者多为户外作业的工人。南方网（页面存档备份，存于）
- 8月2日，中国军事科学院证实毛泽东的孙子毛新宇成为中国最年轻的少将。人民网
- 8月2日，中国广东省广州市公安局称参加1日在越秀区“保护粤语”非法集会的大部人员系听信谣言、不够理智，还通报行政拘留3名参加此次集会的广州人，其余集会人员经“教育”后释放。新华网
- 8月2日，中国河南省郑煤集团资源整合矿井三元东煤矿发生煤与瓦斯突出事故，目前已知造成9人死亡，7人仍在井下。新华社图（页面存档备份，存于）
- 8月2日，正在巴西首都巴西利亚举行的第34届世界遗产大会结束了对世界遗产和世界濒危遗产的提名审议。大会批准新增世界遗产21处，包括巴西圣克里斯托旺的圣弗朗西斯科广场、印度斋浦尔的简塔·曼塔尔古天文台、马绍尔群岛比基尼环礁核试验场旧址、中国登封“天地之中”历史建筑群等15处文化遗产，中国丹霞、斯里兰卡中部高地等5处自然遗产，以及自然与文化双遗产夏威夷帕帕哈瑙莫夸基亚国家海洋保护区。新华网1（页面存档备份，存于） 新华网2 Archive.today的存檔，存档日期2013-04-28
- 8月3日，中国贵州省仁怀市长岗镇明阳煤矿发生一起煤与瓦斯突出事故，目前已发现15名遇难人员遗体，17人受伤，其中2人伤势较重。目前仍有1名下井矿工未被发现，还有1名矿工后来被认定为没有下井。新华网
- 8月3日，中国江西省萍乡市上栗县交警大队清溪中队遭纵火，目前已经造成1死1伤。中新网
- 8月5日，国有企业中国通信建设总公原总经理助理董跃进日前（具体日期不详）受审，涉嫌挪用公款5.8亿元人民币等，曾嫖娼被抓但无碍升官。法制日报（页面存档备份，存于）
- 8月5日，中国湖北省武汉市3名居住在不同区县的女婴在食用某品牌配方奶粉后出现性早熟，外阴充血，乳房开始发育。一名4月大女婴雌二醇激素水平为成年女性的参考最低值的2倍有余。与三鹿奶粉污染事件类似，有关部门皆拒绝了检测奶粉的申请。健康时报（仅凤凰网首页刊登）（页面存档备份，存于）
- 8月5日，截止本日，中国除此前报道的湖北省武汉市的案例外，记者还接到读者反映称江西省奉新县10个月女婴、山东省临沂市8个月女婴出现性早熟症状，另有广东省湛江市3个月男婴雌激素检测超标，家长均称孩子自出生就喝圣元奶粉。另外，家长申请奶粉检测遭到质检机构的拒绝。中新网（8月8日）（页面存档备份，存于）
- 8月6日，中国山东省招远市一金矿下午5时许发生一起电缆起火事故，截至7日12时42分，井下329名作业人员全部升井，其中16人死亡。新华网
- 8月6日，正在中国吉林省桦甸洪水灾区采访的新华社《瞭望东方周刊》记者王立三和南方报业《南方周末》记者朝格图被10余警察从饭店带走扣留。遭扣留记者称，在派出所内他们遭到警察辱骂，记者证、介绍信被搜走，手机短信被翻查，采访设备里的照片和录音被强行删除。新京报（页面存档备份，存于） 新华报业（页面存档备份，存于）
- 8月6日，中国洛湛铁路广东省茂名市荷榭至合水路段，一新修在建铁路桥墩发生坍塌事故，造成至少一人死亡，也有消息称，坍塌事故共造成十多名工人伤亡。南方网
- 8月8日，中国甘肃省甘南藏族自治州舟曲县因强降雨引发泥石流，堵塞白龙江形成堰塞湖，造成至少127人死亡，88人受伤，1294人失踪。网易 网易网易新华网 Archive.today的存檔，存档日期2013-04-28
- 8月8日，韩国海洋警察厅8日表示，一艘名为“55大胜”号的韩国渔船在朝鲜东部海域失去联系，船上有3名中国人和4名韩国人。韩方稍后声明称，渔船被朝鲜方面扣留。中新网[永久]
- 8月8日，105名中国工人被骗至利比亚做黑工，生活条件恶劣，劳动合同被收，无法回国。当地中国使馆有关部门对记者表示已经将问题报告给外交部领事保护中心，而外交部领事保护中心称这种情况应找商务部或者当地中国使馆。但商务部合作司又表示应该去找外交部或者劳动部门。工人称他们联系了商务部、广西省劳动部门、仲裁部门甚至是110报警中心，但是这些部门均表示问题不在自己的职能范围之内。环球网（页面存档备份，存于）
- 8月9日，据其家长反映，中国北京市一位一岁大的女婴被诊断为性早熟，该女婴自断奶就饮用圣元奶粉，已半月。京华时报
- 8月9日，中国国家知识产权局188名公务员集体申请限价房，公示显示有公务员年家庭收入仅为人民币11元1角。广州日报（页面存档备份，存于）
- 8月9日，中国贵州省六盤水市盘县一煤矿8月9日发生一起“完全可避免”的煤与瓦斯突出事故，且被瞒报。事后认为该事故造成了3人死亡。贵阳商报（21日）
- 8月10日，中国吉林省通化市宏远煤矿发生淹井事故，初步了解有10多人被困井下。网易
- 8月11日，中国多个省市再发现有婴儿食用圣元奶粉（奶源为恒天然集团）或者圣元米粉后，出现性早熟。中国卫生部称不能断定性早熟与特定食物有关，并避谈“圣元”。凤凰网（页面存档备份，存于） 深圳电视台（页面存档备份，存于） 人民网（页面存档备份，存于）
- 8月12日，中国广东省广州市天河区当局组织的在12日夜晚对冼村的“清拆”遭阻挠，13人被刑事拘留。警方表示，广州是一座“法治”城市。广州日报
- 8月13日，中国内蒙古呼和浩特铁路局14日称，经有关部门调查核实，13日上午9时发生的包头至满都拉铁路施工现场石砟车脱轨翻车事故共造成11人死亡，3人受伤。新华网/腾讯（页面存档备份，存于）
- 8月13日，中国四川省汶川县的映秀镇等乡镇发生多处泥石流，道路、医院被泥石流冲毁，伤亡不详。中新网/腾讯（页面存档备份，存于）
- 8月13日，中国甘肃省陇南市暴雨已致40人死亡，1.1万余人被困。中广网/网易
- 8月13日，中国内地数百人持中华人民共和国护照所办理的假柬埔寨签证（仅持中国护照不能进入中国澳门）企图通过澳门海关被扣。羊城晚报
- 8月13日，中国农业银行在上海证券交易所的首次公开发行募资额达685.29亿元人民币，加上此前在香港交易所的募资额达921.15亿港元，总额达到221亿美元，成为全球规模最大的首次公开发行。新华网（页面存档备份，存于）
- 8月15日，中国江蘇省南京市舉行了紀念抗戰勝利65週年和祭奠南京大屠殺遇難同胞和平集會。BBC中文網（页面存档备份，存于）
- 8月16日，9时40分许，中国黑龙江省伊春市乌马河区一家烟花爆竹厂发生爆炸，不知有多少人在岗工作，20多公里外的市区有震感。报道称附近一交警队部分大楼倒塌，有警员从废墟中爬出维持秩序。已知造成13人死亡，148人受伤。鞭炮厂仍然在“轻微”爆炸，现场暂无法进入。东北网（14时）/中国雅虎 哈尔滨新闻网/腾讯（页面存档备份，存于） 新华网/腾讯（页面存档备份，存于） 东北网/腾讯（页面存档备份，存于）
- 8月17日，連跳過後，富士康招聘不考英數考心測，河南省鄭州廠釋出600職缺，上萬求職者排隊逾1公里長。奇摩[]
- 8月18日，中国云南省怒江傈僳族自治州贡山独龙族怒族自治县普拉底乡在一个月内，第二次爆发泥石流，本次已知死亡人数上升至2人，已知失踪人数上升至90人。四川新闻网-成都晚报/新浪（页面存档备份，存于）
- 8月19日，中国新疆维吾尔族自治区阿克苏市发生一起爆炸袭击事件，导致至少7人死亡14人受伤。新华网（页面存档备份，存于）
- 8月21日，《中国煤炭报》报社网站刊登标注来源为“中广网”的稿件称，中国河南省平顶山市湛河区凤凰岭煤矿在2010年1月21日发生的一起事故造成3人死亡，多人受伤，该事故至今瞒报。中广网/中国煤炭报中国煤炭网
- 8月21日，中国天津市、山西省、河北省等多地再查出百余吨含三聚氰胺的奶粉，奶源为2008年中国奶粉污染事件中未销毁的奶粉。此事21日被《新京报》报道。新京报（页面存档备份，存于）
- 8月21日，中国新疆哈密一煤矿发生瓦斯爆炸事故致2人死亡23人受伤（其中3人重伤）1人失踪。中国广播网/新浪（页面存档备份，存于）
- 8月22日，中国深圳新闻网报道称，山东省烟台市的莱阳市（县级）中共市委宣传部、警方曾令北京市千龙网删除批评当地企业的负面报道，并且违背承诺对千龙网一名记者进行调查，同时要求正在家乡休假“潜伏”的该报道作者阿良终止休假立即赶回北京市接受山东省莱阳市警方询问，否则警方将驱车千里追踪调查。山东省莱阳市警方拒绝告知该报道作者，调查他的原因。深圳新闻网/网易
- 8月22日，中国安徽省宿州市泗县政府曾经在没有得到上级文物主管部门批准的情况下，决定并将已有近千年历史的释迦寺所在地块拍卖给了当地一家房地产开发公司开发，导致这座千年古寺在去年5月被强拆。经过媒体报道后，泗县政府决定，开发商需“纠正违法行为”并“履行应尽义务”经批准后再继续施工，县府还对开发商罚款40万元。中国广播网/腾讯（页面存档备份，存于）
- 8月23日，《中华人民共和国全国人民代表大会和地方各级人民代表大会代表法修正案(草案)》首次提请全国人大常委会审议，这是该法1992年施行以来的首次修改。《草案》明确规定，代表不得设个人工作室，同时还建议增加规定，代表不脱离各自生产和工作岗位。两个月以前，基层代表李国喜在全国率先成立了专职人大代表工作室。此事件被称为“民主宪政探索的一种有益尝试”而受到广泛关注，李的尝试于8月31日之前被叫停。第一财经日报 大河网/凤凰（页面存档备份，存于）
- 8月24日，中国河南航空一架E190飞机，于黑龙江伊春林都机场着陆时失事，造成42人死亡。新华网（页面存档备份，存于）
- 8月24日，中国江苏省南京市当局称尚未查明近段时间已知的19名市民患上“横纹肌溶解症”（目前仍有6人住院）与食用“小龙虾”之间的联系，亦不清楚小龙虾是否被草酸、洗虾粉污染。中国广播网/网易
- 8月24日，堵车已9天，中国京藏高速长达100多公里的被堵车龙从北京市绵延至内蒙古自治区，形成世界上最大规模的堵车。新京报/凤凰（页面存档备份，存于）
- 8月25日，中国湖南省发现特大32万吨钨、锡矿，湖南有色集團恐无缘分羹。每日经济新闻（页面存档备份，存于）
- 8月25日，一家国际环保组织（具体名称不详）发表的调查报告显示，在取自中国长江上、中、下游不同城市的鲤鱼和鲶鱼体内，均测出了被称为“环境激素”的壬基酚和辛基酚，这两种物质可导致雌性性早熟等性发育和生殖系统问题。安徽大学孙庆业教授表示，与发达国家不同，那些污染物中国尚未监测。现代快报 中国广播网/腾讯（页面存档备份，存于）
- 8月26日，兩岸動用3268名警力同步掃蕩詐騙集團並瓦解分布在越南、中國、台灣的4大集團共114個據點，首腦均落網；警方表示，此次查緝行動所動員警力與查獲嫌犯人數，都是兩岸歷年最多、最大規模的打擊詐騙案件行動。自由時報
- 8月27日，中国黑龙江省漠河县人民政府为县领导将经济舱免费升级成头等舱的特别申请函被网民公布。按照规定，县干部出现不得乘坐头等舱。截止31日，漠河政府与航空公司均无回应。四川在线（31日）
- 8月28日，中国辽宁省沈阳市铁西区万达商业广场售楼处发生火灾。目前已知致9人死亡9人受伤。中新社 新华网/网易
- 8月29日，中国工商联公布“2010中国民营企业500家”榜单，500强的入围门槛提高到36.6亿元。媒体发现，中国民企500强净利和，不敌国有央企2巨头。新华网/网易
- 8月29日，中国湖南省金浩茶油检测出致癌物苯并芘严重超标，省质监局通报湖南省官媒称抽检合格（样品由金浩送检）。媒体质疑金浩送来的样品与被查出问题的产品不符，并称质检总局和湖南省质监局在2010年3月即获悉有关情况，而经销商和消费者浑然不知。新世纪-财新网/凤凰网（页面存档备份，存于）

### 9月
- 9月7日，载有15名船员、名为「闽晋渔5179号」的中国拖网渔船在钓鱼岛海域北端黃尾嶼附近捕捞作业时，被日本海上保安廳11管所属「与那国号」等巡逻船驱赶、阻截。10时15分许，「与那国号」和「闽晋渔5179号」兩船发生冲撞，另两艘日本巡逻船亦在事发现场，日本巡邏船船員当時進行了攝影紀錄。13时许，日本巡逻船上约20名海上保安官登上「闽晋渔5179号」，并以违反日本《渔业法》为由对渔船进行检查。晚间，中华人民共和国驻日本大使和中華人民共和國驻日本大使馆就此事向日本方面提出严正交涉，同日，中国外交部副部长宋涛约见日本驻华大使丹羽宇一郎，要求日方停止拦截行动。
- 9月8日，中國驻日使馆派遣工作人员赶赴日本冲绳县石垣岛探视被扣中国渔民。中国大陆民间保钓人士在北京发起示威游行，并在日本驻中国大使馆前抗议。游行队伍挥舞中华人民共和国国旗，唱中华人民共和国国歌，手举“滚”字牌和将“日本”二字打上黑叉的条幅站成一列高喊口号，并向日本大使馆提交了《抗议信》，信的内容为一张中国古代青铜挂钟图片，意为“送终”。参加游行的保钓人士称，日本此举不是“挑衅”而是“侵略”，要求日本道歉并做出相关赔偿，并且不排除国庆节再次登上钓鱼岛以及“在周边打渔”的可能。
- 9月9日，中國外交部发言人姜瑜称中華人民共和國已派遣渔政执法船赶赴事发海域。同日，中華人民共和国外交部部长助理胡正跃约见丹羽宇一郎，要求日方立即放人放船，并确保中方人船安全。
- 9月10日，日本冲绳县石垣简易法院批准拘留“闽晋渔5179号”船长10天。中國外交部长杨洁篪约见日本驻華大使，并要求“日本立即无条件放回包括船长在内的全体中国渔民和渔船。”中國全國人民代表大會常務委員會副委員長李建國因日本持续扣留中国船长，决定延後原定為期5天的訪日行程。
- 9月11日，又有多名保钓人士再去示威，但在大使馆门前就被公安拦截，指他们未经申请，不得集会示威。中国大陆民间保钓组织近日派出多名志愿者，到福建沿海各地寻找渔船，准备出海保钓。但这些志愿者相继被当地公安拦截遣返，当地渔民也收到指令，禁止租船給保钓者。
- 9月12日凌晨，中華人民共和國國務院國務委員戴秉國召見日本駐華大使丹羽宇一郎，并警告日本政府“不要誤判形勢，要有明智的政治決斷，立即送還中國漁民和漁船。”天津市的日本人學校被人投擲小鋼珠，中國各地的日本人學校均加強了保安措施。北京的日本人學校则决定將原定於9月18日舉行的運動會延期。
- 9月13日，日本釋放14名中國船員，仍扣留中国船長，中華人民共和國驻日本使馆致电日本眾議院事務局，表示中國全國人民代表大會常務委員會副委員長李建國已决定延後原定為期5天的訪日行程。香港的保钓人士在中環日本领事馆外焚烧日本国旗，手举抗议标语，高喊“日本滚出钓鱼岛”以示抗议，并向日方递交请愿书要求释放被扣押的中国船长。同时，又有香港的政党代表前往日本领事馆进行请愿。游行负责人表示，将会根据事态的发展制定进一步的行动。港台保钓团体前往台湾臺北縣野柳渔港，计划搭乘渔船，前往钓鱼岛海域宣誓主权，并抗议日方仍然扣押船长，但遭到中华民国入出國及移民署劝阻，最终只有两位台湾保钓人士黃錫麟和殷必雄乘坐「感恩99號」渔船成行。行政院海岸巡防署派出12艘巡防艦沿途跟随保护渔船，但遭到日本海上保安厅派出11艘舰船拦截。海巡署巡防艦以廣播向日方船隻宣告：「釣魚台為中華民國海域，請勿干擾本國漁民活動，海巡署有保護漁民活動的義務。」雙方於凌晨4時許在釣魚台18.5海浬處對峙。最終無法突圍未能登岛，在清晨6時許回航。同日，中华民国外交部发表声明，就感恩99號遭日方干擾之事「深表不滿」表達抗議，並重申釣魚台列嶼爲中華民國固有領土。当天下午，近百位台湾民众前往日本在台交流协会示威。
- 9月14日，中國外交部部长助理刘振民约见日本驻华大使丹羽宇一郎，就日方继续扣押中国渔船船长提出交涉，并要求日方立即放回中方船长。日本国土交通相前原诚司在记者招待会上说：“东海不存在领土问题。”美国国务院发言人菲利普·克劳利（Philip Crowley）表示：“在这件事情上，我们希望中日两国能够通过对话形式和平解决。日美同盟是维护亚洲安全与稳定的基石，能够使日本和包括中国在内的其他亚洲国家受益。”
- 9月15日，国务院台湾事务办公室在北京举行例行发布会，有台湾记者提问，台湾昨天〔9月14日〕有保钓人士搭乘渔船前往钓鱼台，企图登陆要宣誓主权，遭到日本保安厅8艘舰艇阻挠，最终无功而返。那么，大陆官方对台湾民间自发性的保钓运动目前的态度有何评论？另外，针对日本蛮横霸占钓鱼台，大陆官方会进一步采取什么动作？发言人范丽青表示：维护钓鱼岛主权符合两岸同胞的共同利益，符合中华民族的长远利益和根本利益。这是我们一贯的立场。在9月29日的國台辦例行記者會上，有記者問及兩岸聯手保釣是否可行，大陸跟台灣有沒有這方面的接觸時，范丽青再度重申，維護釣魚島的主權，符合兩岸同胞的共同利益，也符合中華民族的長遠利益。
- 9月16日，外交部发言人姜瑜表示：“当前的事态完全是由日方在钓鱼岛问题上的所作所为造成的，日方应该对此承担全部责任。日方应立即放回中国船长，避免进一步伤及中日关系。”
- 9月17日，傍晚，重庆市民开始聚集于海棠烟雨公园，自发组织集会活动。群众高唱抗日歌曲《九·一八》和《大刀进行曲》，情绪十分激昂。随后杨家坪步行街发生了游行示威，人数在2000人左右。美國紐約近千名華人在市中心日本總領館所在大樓前手持中華人民共和國國旗及中華民國國旗舉行集會示威，有示威者高唱《義勇軍進行曲》，并高喊「釣魚台是中國的」和「還我船長」等口號。美国国防部主管政策的次长米歇尔·佛洛诺伊表示，美国希望中日通过直接对话的方式和平解决日益恶化的领土争端。她敦促有关各方尊重国际规则，避免事态恶化升级。她还说，当美国在中日邻近地区有军事部署的时候，美国会尊重已有的规则。
- 9月18日，上午9时18分，身穿印有反日口号的示威者聚集在北京的日本大使馆门前，示威者举起标语，高叫“日本人滚出钓鱼岛”的口号，又唱国歌。一名男子手持扬声器，身穿写有抗议字句的白色上衣并高叫口号，要求日本滚出钓鱼台和中国万岁。有示威者并一度脱去上衣，向在场采访的记者展示身上的中国地圖。当地政府出动了两至三倍于过去几日的警力，由于示威者秩序良好，警方起初未有采取行动阻止示威，但示威者集结约半小时后，警方就表示不能停留，劝人群离开。据香港凤凰卫视的报道，警方在随后封锁了日使馆的外围道路，但允许民众分批分时段进入封锁区前往日使馆抗议。日本驻上海总领事馆外，示威者展示钓鱼岛是中国领土的横额，要求日本释放在钓鱼岛水域拘捕的中国渔船船长。他们在横额上签名，又呼吁围观者签名支持，现场公安在旁戒备。日本驻沈阳总领事馆外，示威者没有呼叫口号，只是安静地挥舞中国国旗，又在地上铺了一张印有日本国旗的白纸，日本国旗上打了交叉和写有一个「锊」字。深圳的游行队伍在赛格广场举行示威，游行者展示国旗及唱中華人民共和國国歌，部分人高叫“毋忘九一八，打倒日本”，举起写有抵制日本货的标语。此时有数百名警察介入，制止示威者展示国旗，又称“游行人数太多，要实施交通管制”，示威者鼓噪，场面一度混乱。其后示威者继续游行，公安沿途戒备。有香港媒体称深圳警方带走了数名示威者。香港的日本总领事馆再次遭到了抗议。由于当日为周末，日本领事馆无人上班，因此示威者当场焚毁了本打算向领事馆提交的抗议信。又有媒体报道，一些市民前往沙田一间日资百货公司外抗议，示威者在门外当场烧毁了一个日本产品，呼吁市民抵制日货，并要求日本立即释放扣留的中国渔船船长。同时亦有300多名市民高举中国国旗和抗议标语走上街头游行示威。
- 9月19日，日本石垣简易法院批准延押中国渔船船长詹其雄10天，中華人民共和國外交部发言人马朝旭指出，中方要求日本立即无条件放还船长詹其雄，日方如一意孤行，错上加错，中方将采取强烈反制措施，一切后果由日方承担。中華人民共和國外交部副部长王光亚19日晚就日方决定继续非法扣押中方船长，向日本驻华大使丹羽宇一郎表示强烈愤慨和抗议。中華人民共和國外交部随后再表示，日方近日在钓鱼岛海域非法抓扣中国渔民渔船，并不顾中方多次严正交涉，继续非法扣押渔船船长的行径，已经对中日双边往来造成严重损害。中方已经暂停双边省部级以上交往，中止了双方有关增加航班、扩大中日航权事宜的接触，并推迟中日煤炭综合会议。中華人民共和國公民赴日旅游规模也已经受到严重影响。
- 9月20日，下午17：30分左右，长沙市部分学生进行了大规模的游行示威活动。学生高呼“还我钓鱼岛”，并拉“天下兴亡，匹夫有责”横幅，人数約3000人。
- 9月21日，日本新任外相前原诚司、中国總理溫家寶在纽约出席联合国会议。前原诚司拒绝中国对钓鱼岛的主权宣称，重申钓鱼岛是日本领土，在该区域发生的事件，日本将按日本国内法来处理。同时呼吁中日两国展开高层会谈来解决钓鱼岛撞船事件，如果有机会的话，他希望向中方作出解释。溫家寶強調中方多次嚴正交涉，日方置若罔聞，「我強烈敦促日方立即無條件放人。如果日方一意孤行，中國政府將進一步採取行動，由此產生的一切嚴重後果，日方要承擔全部責任」。這是釣魚台撞船事件後，中方最高級層次的表態。外电报道，中国对日中断高层会谈、中断旅游交流、对日本企业进行税务调查、中断对日出口稀土类金属。
- 9月22日，香港啟豐二號（保釣二號）被香港水警快艇截停。
- 9月23日晚间，中華人民共和國官方媒体新华社宣布，河北石家庄安全机关以涉嫌擅入军事禁区并拍摄为由20日抓捕了4名日本人。石家庄市国家安全方面机关称，高桥定等4名日本人擅自进入河北省某军事管理区并对军事目标进行非法录像。河北省石家庄市国家安全机关接到报告后，即对上述人员依法采取措施，并对其问题进行审查。有媒体评论此与日方抓扣延押中国船长詹其雄、而又比原来所定将拘留时间延缓至29日提前放还詹其雄回中国的前因后果存在千丝万缕的联系。美国国务卿克林顿·希拉里上午在纽约与日本外相前原诚司举行会谈。前原诚司与希拉里在纽约举行了约50分钟的会谈之后向记者说明会谈的内容。日本多家媒体报道称，前原在记者会表示，希拉里在与他举行的会谈中明确地告诉他，钓鱼岛是属于日本统治下的领域，适用于美日安保条约第5条，亦即此区域若遭到武力攻击的话，美日将采取军事行动共同应对。不过，令人意外的是，美国国务院随后在对这次会晤发表的声明中，并没有提到希拉里曾告诉前原钓鱼岛适用于美日安保条约第5条。美国仍鼓励中日双方举行对话解决钓鱼岛撞船事件。
- 9月24日，日本那霸地方檢察廳下午釋放被扣中國船長詹其雄。檢察院發言人指顯然是中國船隻蓄意撞向日本巡邏艦，不過由於詹其雄並非有預謀，並解釋稱“考慮到了對我國國民的影響以及今後的日中關係”，所以不提出檢控，但日方保留對其個人的刑事處分。台湾行政院長吳敦義回答立法院質詢，政府保護前去宣示釣魚台主權的民眾，「強度強到不起戰爭，求全求到不受屈辱」，政府不是不敢一戰，而是不輕啟戰端。
- 9月25日，1时12分，由中国外交部和农业部组成的联合工作组已接护中国渔船船长詹其雄，乘坐中国政府包机启程回国。包机安全返抵福州，随后，中国外交部发表声明，要求日方对扣押事件道歉赔偿。日本外务省新闻秘书佐藤悟通过日本共同通讯社就中華人民共和國外交部的声明表示：「北京方面对日本扣押中国渔船船长事件的反应是毫无根据和完全不能接受的。」，並拒绝就扣押船长事件向中国道歉赔偿。中国外交部发言人发表谈话，“日方对中国渔船船长詹其雄进行的任何形式的所谓司法举措，包括所谓的‘处分保留’都是非法和无效的”。詹其雄坚持认为自己无罪，自己在钓鱼岛海域捕鱼作业是正当的，“日方抓扣我是非法的。钓鱼岛是中国领土，我坚决支持政府的立场。”詹其雄说，在日本期间，日方不断让他承认错误并承认进入日本领海，都被他坚决拒绝。日方多次告示詹其雄如不认罪，此案最高可判刑三年或罚款五十万日圆，詹其雄回答说：“如我认罪，将会成为中华民族的千古罪人。”一名日本男子攜帶裝有菜刀的手提包到日本東京千代田區的首相官邸上訪，結果當場被捕。据報道，被捕男子是來自大阪的渡邊正樹，三十二歲，無業。他聲稱是因為中日釣魚台撞船事件到首相官邸抗議，攜帶菜刀只為自我保護。警方指被捕男子手提包內亦裝有一張光碟，儲存有希望再次拘留詹其雄的文件。中華人民共和國外交部发言人姜瑜就日本外务省发言人当日称中国渔船妨碍执行公务，「日方已根据国内法严正、慎重处理，不接受中方的道歉、赔偿要求」回答记者问时表示，中方已在外交部声明中全面阐述了严正立场。重申钓鱼岛及其附属岛屿自古以来就是中国的固有领土，日方的行径严重侵犯了中国领土主权和中国公民的人身权利，中方当然有权要求日方作出道歉和赔偿。希望日方拿出充实中日战略互惠关系的实际行动。
- 9月26日，上午九时半许，一辆日本右翼团体的宣传车，突然停在中華人民共和國驻日本长崎总领馆北侧院墙外的道路上，一名男子跳下车，向总领馆内投掷了一个红色的发烟筒。该发烟筒长约十厘米，粗约二厘米，一般用于紧急停车时放在车后以警示后面车辆。事发时，中華人民共和國总领事馆正值周末休息，没有职员办公，因此并未造成人员受伤，也没有财产损失。执勤的日本警官发现有物体冒烟后，在现场附近抓到该男子，并以违反《轻犯罪法》将其逮捕。经长崎警方初步调查，该男子名为谷川和纪，20岁，是长崎县人，靠打零工维生，当时正与该组织的成员在总领事馆附近进行街头宣传活动。被捕后，谷川和纪对其行为供认不讳，警方认为可能与中日撞船事件有关，正在对他进行进一步侦讯。中華人民共和國驻长崎总领馆要求日本警方及当地政府尽快查明情况，连同处置结果报告中方，并要求采取措施切实加强总领馆安全。长崎警方随即向中華人民共和國总领馆增派警力，加强周边戒备。日本首相菅直人拒絕中國對釣魚島事件要求日本道歉和賠償。他說：「尖閣群島是日本領土的一部分，我完全無意接受這項要求。」「尖閣群島是日本國土，由此來看，所謂要日本賠償，根本不可思議。」菅直人表示：「雙方均採取宏觀的作為，是十分重要。」
- 9月27日，中国环球网赴钓鱼岛特派记者程刚报道，中国渔政船在钓鱼岛海域呈常态化巡航，与日本海上保安厅巡逻舰直升机、自卫队军机周旋，互相喊话各自宣称钓鱼岛及其海域为己方领土海域并要求对方离开，当日“中国渔政201”绕行钓鱼岛12圈半，距钓鱼岛最近时仅约10海里。日本内阁官房长官仙谷由人表示，“将向中国方面索要日本海上保安厅巡逻船因与中国渔船相撞而产生的修理费用”，并证实有两艘中国渔政船在尖閣群島（釣魚島）海域，日方要求中方撤回这两艘渔政船。
- 9月28日，中華人民共和國外交部发言人姜瑜证实中国渔政船对钓鱼岛海域的巡逻将常态化，称“钓鱼岛附近海域是中国渔民传统的作业渔场，中方派遣渔政执法船是依据中方相关法律法规开展的渔业管理活动，目的是维护渔业生产秩序，保护中国渔民的生命和财产安全，我们希望日方停止对中方渔政执法船的跟踪、干扰行为。” 并回答4名日本人在河北被审查与钓鱼岛撞船事件“两件事情性质完全不同”，“相信这一事件会依法得到公正处理”。日本外务大臣前原诚司首次就4名日本人在华被拘事件召见中国大使程永华。要求确保4人人身安全，希望中方准许日驻华官员每天与被扣者会晤。一39岁日本男子当晚向中華人民共和國驻日本福冈总领事馆投掷冒烟筒后遭逮捕。警方指出，这名男子是搭计程车到中華人民共和國总领馆之后，一下车就由门口向馆内投掷1枚冒烟筒。当时馆内有数位人员值班，没有人受伤。正在执勤的福冈县警察以涉嫌违反《轻犯罪法》的罪名，将自称福冈县大牟田市某公司职员的嫌犯中原健作（なかはら けんさく）当场逮捕。
- 9月30日，河北省石家庄市国家安全机关释放3名违法闯入军事管理区的日本人，他们承认从事违反中国法律的活动，已具结悔过。

### 10月
- 10月1日，中国国家航天局嫦娥二号探月卫星在四川省西昌卫星发射中心由长征三号丙运载火箭搭载升空。新浪（页面存档备份，存于）
- 10月2日，据組織者稱有約2700示威者在东京集会游行，抗议中国對此次中国渔船与日本巡逻船相撞事件的反应，並抗议日本首相菅直人的政府，在钓鱼岛争议中的「外交失败」。示威者在东京一个公园集会后，手持日本国旗及高叫口号，声称钓鱼岛属日本领土，在东京的主要商业区涩谷区游行，游行由日本航空自衛队前幕僚长田母神俊雄领导的组织“加油日本!全國行動委員會”发起。
- 10月8日，挪威諾貝爾委員會宣布將2010年度諾貝爾和平獎授予中国作家劉曉波。香港电台
- 10月9日，石家庄市国家安全局责令擅闯军事管理区的日本人高桥定具结悔过并取保候审，解除监视居住。高桥定缴交五万元人民币保释金，并写下“违反了中国的法律，造成了麻烦，我很后悔”的悔过书。
- 日本共同社报道，10月中旬，中華人民共和國曾通过外交途径向日本再次提出解决问题的根本办法是“共同开发”。日本政府以钓鱼岛为日本固有领土、并无争议为由拒绝了中方提出的共同开发钓鱼岛提议。报道提到，中国曾于1990年首次提出、2006年再次提出共同开发钓鱼岛；分析人士认为，为了向国际社会宣传“钓鱼岛是中国固有领土”这一主张，中方今后也可能反复提及此事。中方的意图是按照自己的方式主导“改善”撞船事件后陷入僵局的两国关系。
- 10月14日，中華人民共和國政府再次派遣“中国渔政118号”等渔政执法船到钓鱼岛海域巡航护渔。
- 10月16日，中國河南省禹州市發生礦難，當班入井276人，其中239人經及時搶救撤離安全升井，事故共造成37人死亡。腾讯（页面存档备份，存于）2010年成都漢服事件。宁波天一广场有示威者焚烧日本国旗。警察带走数人。郑州大批游行人员围绕市中心游行，打着"抵制日货，还我钓鱼岛”、“中国的首要任务就是让日本在世界上消失”的口号，还说“这是我们九零后的声音”。13时，西安部分高校学生在大雁塔北广场聚集，随后沿长安路向钟楼方向行进，打着“还我钓鱼岛”、“抵制日货”等横幅，呼喊口号，举行游行活动。途中，人数逐渐增加。游行的先头队伍通过钟楼时，引起大量群众围观，造成该区域交通阻塞。游行期间一些路边的日本汽车遭到砸毁，索尼专卖店招牌被示威者拆下来，索尼，佳能等日本专卖店被砸。当地政府迅速调集力量，加强交通管理疏导，劝导学生文明理性有序表达意愿，不要参与未经批准的游行活动，保持和维护社会大局的稳定，严防有人乘机制造事端。18时许，西安的游行群众开始有序散离，交通受阻区域恢复正常秩序。之后的一个周末，西安政府禁止西安境内的中学休息，并在各个高校周围安排交警岗哨半月以上。在河北省保定市河北大学新校区发生一起醉酒驾驶交通肇事逃逸案件，造成在校学生一死一伤。网易中华人民共和国外交部召开新闻发布会称：“中日两国之间存在一些敏感、复杂的问题，我们主张通过对话加以解决。部分群众对前一阶段日方的某些错误言行表达义愤是可以理解的，但我们主张应依法、理性表达爱国热情，中华人民共和国政府对非理性、违反法规的行为是不赞成的。”
- 10月17日，四川绵阳高校学生组织万人抗议示威活动。上午11时起，学生举着“还我钓鱼岛”、“抵制日货”等标语，沿临园大道向绵阳火车站行进。游行中，味千拉面、松下电器等日资企业被石块等杂物袭击。 但其实味千拉面是由味千（中国）控股有限公司经营的，属于港资并非日资。也有人攻击日资车厂生产的汽车。下午18时后，游行学生逐渐撤离。
- 10月18日，湖北武汉有约1000名学生和市民自鲁巷广场开始游行示威，示威者手持国旗、唱国歌，并高喴抵制日货的口号。一些情绪激动的示威者袭击了一些日企的店铺，马路上的一些日产轿车也遭到了砸毁。而武汉的各大学则发出禁令，禁止学生上街参加反日游行。日本首相菅直人称，对中国大陸爆发的反日游行表示“遗憾”，中日两国有较深战略互惠关系，虽然近期两国关系出现种种问题，但双方都应互相保持冷静。他同时希望中方保证日本人及日系企业的安全。
- 10月19日，在中華人民共和國外交部发言人马朝旭举行的例行记者会上，有记者问：据报道，日本外相前原诚司日前称中国为应对撞船事件而采取的措施是“歇斯底里”的。中方对此有何评论？马朝旭回答“我们对一国外相发表这样的言论感到震惊”。日本最大的体育用品制造商Mizuno公司表示，由于在华部分店铺遭到了冲击，店铺的玻璃窗、商品柜台被砸，店铺无法营业，因此决定停止营业。公司为此成立了一个「对策本部」，来收集中国各地的反日游行情况。
- 10月23日，继16日游行以来的第二波游行示威高潮，在四川的德阳进行了游行。
- 10月24日，甘肃兰州，陕西宝鸡反日游行，江苏南京有近100多名青年企图游行，但在警察的调控下未顺利开展。
- 10月26日，有1000多人在重庆日本领事馆前示威，当场火烧日本国旗，不让日系轿车进停车场。 整个游行持续了2个多小时，也是重庆自16日以来时间最长的一次游行。新华社主动报道了这次游行示威活动，在肯定学生爱国热情的同时，也提出游行堵塞了交通。在2010年10月份的反日示威中，当时由薄熙来领导的重庆是唯一没有对学生示威行为进行严厉封锁和阻碍的大城市 。
- 10月28日，中国国防科技大学研制的天河一号超级计算机经技术升级后，每秒浮点运算次数达2507万亿次，成为世界上运算速度最快的计算机。凤凰网（页面存档备份，存于）
- 10月29日在越南河内举行的东亚峰会期间，中華人民共和國外交部部长助理胡正跃表示，由于日方在中日关系上的不正当言行，此次峰会中日领导人将不会有见面活动。

### 11月
- 11月1日零时，为第六次人口普查时间点，普查结果，全国总人口为1,370,536,875人，其中中国大陆1,339,724,852人（第六次全国人口普查主要数据公报第1号）。有记者问中華人民共和國外交部发言人马朝旭，日方向日本国会公布了中方渔船在钓鱼岛海域同日本巡视船碰撞的录像，请问中方对此有何评论？马朝旭答：“钓鱼岛及其附属岛屿自古以来就是中国的固有领土。日本海上保安厅巡视船在钓鱼岛海域对中方渔船进行干扰、驱赶、拦截、围堵和抓扣，本身就是非法的，严重侵犯了中国的领土主权和中国渔民的正当权利。所谓录像不能改变事实的真相，不能掩盖日方行为的非法性。”另有报道，据看过录像的日本有关人士介绍，这次的录像实际上是分为两部分，因为“撞船”也是分两次。第一次的录像反映出来的是日本海上保安厅的巡逻船从后面追赶中国渔船，追上以后还超赶到中国渔船前面横着拦截，这样发生了来不及减速的中国渔船与日本船只的碰撞。第二次的录像反映出来的事实是：被激怒的中国渔船看见日本海上保安厅的巡逻船再次靠近时，主动上前冲撞。
- 11月5日，日本首相菅直人5日晚在官邸就日中撞船事件疑似录像外泄一事向记者表示，“首先应彻查原因，两国的冷静处理非常重要”。内阁官房长官仙谷由人认为“这属于未料到的严重事态”，“如果是公务员故意泄露，则明显违反了《国家公务员法》。调查资料外泄这是非常严重的事态。如果真是外泄的话，那就有必要在各个地方动大‘手术’。” 防卫相北泽俊美也在记者会上批评说：“危机管理能力将受到质疑，对于发生这样的事感到非常遗憾”。国土交通相马渊澄夫5日下午在众院国土交通委员会会议上表示：“如果是泄漏，就是犯罪行为，有必要展开刑事调查。”中華人民共和國外交部发言人洪磊就记者有关“钓鱼岛‘撞船事件’的视频录像现已在互联网上流传，中方对此有何评论？”的问题回答：“我愿重申，日方在中国钓鱼岛海域对中方渔船进行干扰、驱赶、拦截、围堵，导致碰撞发生。日方上述行为本身就是非法的。所谓录像不能改变事实真相，不能掩盖日方行为的非法性。”
- 11月12日至11月27日，廣州舉行2010年亞洲運動會。此屆亞運會是繼1990年北京亞運會後，第二次在中國舉行的亞運會。
- 11月15日14时许，上海市静安区胶州路728弄1号一幢28层的公寓大楼发生上海“11·15”特别重大火灾，58死71傷。
- 11月17日，中国国家超级计算天津中心开发的峰值速度4700万亿次“天河一号”超级计算机TOP500确认为全球最快计算机。
- 11月18日，为了争夺煤矿资源，云南泸西县两煤矿火拼引发流血冲突造成9死48伤，87人遭起诉、20名官员被问责（（页面存档备份，存于）（页面存档备份，存于））。
- 11月25日，力帆股份——中国民营汽车股份首度登陆A股市场（中华工商时报2010年民营经济10大新闻）。
- 11月30日，外交部发言人洪磊表示，中方敦促美国妥善处理有关维基解密泄露机密外交电文的事件，不评论文件内容。

### 12月
- 12月3日，国家统计局发布公告，2010年中国粮食总产量为54,641万吨，粮食总产量连续4年稳定年产在5亿吨以上。

## 逝世
- 12月31日，中國異議人士力虹在保外就醫期間於寧波逝世。 RFI（页面存档备份，存于）